# Richard Rowland Kirkland
Richard Rowland Kirkland (agosto de 1843 – 20 de septiembre de 1863), conocido como «El Ángel de Marye's Heights», fue un soldado confederado durante la Guerra de Secesión estadounidense, conocido por ambos bandos por su valentía y sus acciones humanitarias durante la Batalla de Fredericksburg.

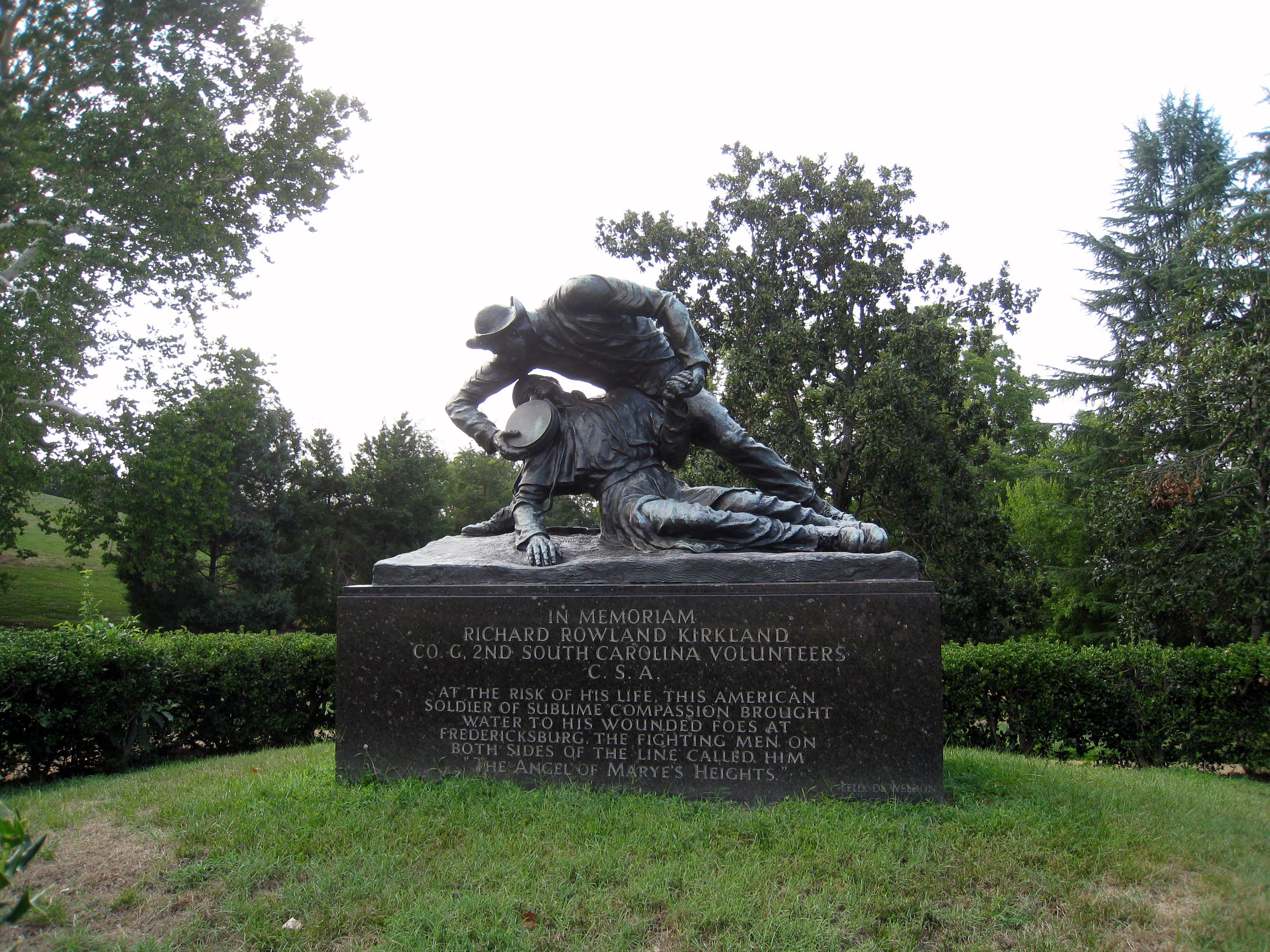
Monumento que representa a Kirkland dando agua a las tropas de la Unión heridas en Fredericksburg, creado por Felix de Weldon.

## Primeros años de vida
Kirkland nació en Flat Rock, en el condado de Kershaw, Carolina del Sur. Fue el quinto hijo de Mary y John Kirkland. Recibió una educación moderada durante su juventud, como era típico en esa época.

## Primeros años de servicio militar
A pesar de su juventud, Kirkland se alistó en el Ejército Confederado en 1861, poco después de que se declarara la guerra, antes que sus hermanos mayores. Primero fue destinado a la Compañía E, 2.º Regimiento de Infantería Voluntaria de Carolina del Sur, pero luego fue transferido a la Compañía G del mismo regimiento y fue ascendido a sargento. Entró en combate por primera vez durante la Primera Batalla de Bull Run (Primera Manassas), y más tarde en la Batalla de Savage's Station, la Batalla de Maryland Heights y la Batalla de Antietam, durante las cuales murieron muchos de sus amigos más cercanos del condado de Kershaw.

## Batalla de Fredericksburg

### La historia
El 13 de diciembre de 1862, la unidad de Kirkland se había formado en el muro de piedra en la base de Marye's Heights, cerca de Fredericksburg, Virginia. En la acción que siguió, él y su unidad infligieron grandes bajas a los atacantes de la Unión. En la noche del 13 de diciembre, los heridos que caminaban se dirigieron al hospital de campaña, mientras que los que estaban incapacitados se vieron obligados a permanecer en el campo de batalla. La mañana del 14 de diciembre reveló que más de 8000 soldados de la Unión habían sido abatidos frente al muro de piedra de Marye's Heights. Muchos de los que permanecían en el campo de batalla seguían vivos, pero sufrían terriblemente a causa de sus heridas y de la falta de agua.
Los soldados de ambos bandos se vieron obligados a escuchar los dolorosos gritos de los heridos durante horas, sin que ninguno de los bandos se atreviera a salir por miedo a ser tiroteados por el enemigo. En algún momento del día, Kirkland supuestamente se acercó al general de brigada confederado Joseph B. Kershaw, también del condado de Kershaw, Carolina del Sur, y le informó de que deseaba ayudar a los soldados heridos de la Unión. Según cuenta el propio Kershaw, al principio se negó a la petición, pero más tarde cedió. Sin embargo, cuando Kirkland le preguntó si podía mostrarle un pañuelo blanco, el general Kershaw afirmó que no podía hacerlo. Kirkland respondió: «De acuerdo, señor, me arriesgaré».
Kirkland reunió todas las cantimploras que pudo cargar, las llenó de agua y se aventuró a salir al campo de batalla. Fue y vino varias veces, dando a los soldados heridos de la Unión agua, ropa de abrigo y mantas. Soldados de los ejércitos de la Unión y de la Confederación observaron cómo realizaba su tarea, pero nadie disparó un tiro. El general Kershaw declaró más tarde que observó a Kirkland durante más de hora y media. Al principio, se pensó que la Unión abriría fuego, lo que provocaría que la Confederación devolviera el fuego, quedando Kirkland atrapado en un fuego cruzado. Sin embargo, en muy poco tiempo, lo que Kirkland estaba haciendo se hizo evidente para ambos bandos y, según Kershaw, los gritos de los soldados heridos pidiendo agua brotaron por todo el campo de batalla. Kirkland no se detuvo hasta que hubo ayudado a todos los soldados heridos (confederados y federales) en el lado confederado del campo de batalla. Las acciones del sargento Kirkland siguen siendo una leyenda en Fredericksburg hasta el día de hoy.
La veracidad de la historia ha sido cuestionada.

## Enfrentamientos posteriores y fallecimiento
Kirkland luchó en la batalla de Chancellorsville y en la de Gettysburg, donde, tras distinguirse por su valor y habilidad, fue ascendido a teniente. El 20 de septiembre de 1863, él y otros dos hombres tomaron el mando de una carga cerca de «Snodgrass Hill» durante la batalla de Chickamauga. Al darse cuenta de que se habían adelantado demasiado a su propia unidad, intentaron regresar y Kirkland recibió un disparo. Sus últimas palabras fueron: «Estoy acabado... sálvense ustedes y, por favor, díganle a mi Pa que morí bien».
Su cuerpo fue devuelto a su hogar en el condado de Kershaw, Carolina del Sur, y fue enterrado en el cementerio de Old Quaker en Camden . Se dice que un amigo que visitó la tumba años después comentó que era uno de los lugares más apartados, menos frecuentados e inaccesibles para una tumba que había visto jamás. El general Kershaw sería enterrado más tarde en ese mismo cementerio, que también conserva las tumbas del general de la Guerra de Secesión John Bordenave Villepigue y su descendiente, el receptor de la Medalla de Honor de la Primera Guerra Mundial John Canty Villepigue, además del receptor de la Medalla de Honor de la Primera Guerra Mundial Richmond Hobson Hilton.
En 1965, el escultor Felix de Weldon inauguró una estatua frente al muro de piedra del campo de batalla de Fredericksburg en honor a Kirkland. Los Hijos de los Veteranos Confederados otorgaron póstumamente a Kirkland su Medalla de Honor Confederada, creada en 1977. 